# 1931
1931は、中華人民共和国・広州市を中心に活動する、育成型女性アイドルグループ。中国の大手オンライン生放送プラットホーム虎牙直播やYY LIVE、オンラインゲームサイト多玩遊戯を運営するNASDAQ上場企業歓衆時代(YY)の子会社、広州歓衆傳媒有限公司がプロデュースしている。2017年7月7日現在、メンバーはTeam One 15名、Team Two 14名の計29名。

## 概要
2014年4月に中国全土でメンバー募集を開始し、2014年11月27日に正式デビューした。2015年12月25日の専用劇場での初公演以来、毎週、広州市天河区の1931専用劇場で公演を行っている。中国のアイドルグループが専用劇場で定期的なオリジナル公演を行うのは、元AKB48グループのSNH48が2016年5月20日に始めるより半年近く早く、初めてのことである。
第一季公演及び第二季公演は北京時間の金曜日と土曜日の19時31分から劇場公演を行っていたが、2016年10月29日の第三季初公演以来、土曜日の19時31分からTeam One、日曜日の14時00分からTeam Twoの劇場公演を行っている。また、広東省を初めとして、北京、上海、成都など中国各地の音楽祭やアニメコンベンションに出演しているほか、范薇や李牧芸などのメンバーを中心に多くの映画にも出演している。
overtureやファンの日本語によるコールなど、劇場公演は基本的にはAKB48グループのスタイルに近いが、公演中の撮影が自由なほか、大型スクリーンや舞台2階のガラス張り通路を活用したパフォーマンスや、公演の途中にメンバー出演のコント映像などを流すといった独自の点も多い。また、「会いにいけるアイドル」がコンセプトのAKB48グループと比較すると、デビュー前から行っているYY LIVEにおける生放送配信や、微博の記事・コメント欄でのファンとメンバーの交流など、インターネット上での交流に比重を置いている。メンバーによる生放送配信を公式に始めたのはSNH48やKuGouが運営するSINGよりおよそ2年早く、中国のアイドルグループでは初めてである。
BilibiliやAcfunの有名な踊り手でもある黄藝林をはじめ、范薇や厳云笙、王篠月、馬剣越、魏雨欣など多くのメンバーはアニメや漫画、コスプレなど2次元の文化を趣味としており、BilibiliやAcfunに多数の踊ってみた動画を投稿するなど、メンバーの活動の自由度が高いのも特徴である。またYY LIVEでの活動も多く、2016年5月13日以来、劇場公演の生放送を行っているほか、番組「YY玩唱会」の司会を劉羽潼や劉思繊が務めたり、歌唱チャンネル「YY好声音」に何杰玲、覃嬋嬋、劉羽潼、劉思繊などが出演している。
1931の運営母体の歓衆時代は、元モーニング娘。のリンリンがプロデュースする上海を拠点に活動するアイドルグループIdol Schoolにも出資しており、1931とIdol Schoolは姉妹グループのような関係にある。両グループは2016年6月18日及び6月19日に1931劇場にて連合公演を行っている。
前プロデューサーの陳耀川を初め、台湾の有名ロックバンド信楽団の香港人作曲家、傅超華や、香港のポップバンド拾音社の何柏誠、台湾の音楽プロデューサーである神崎森など多数の台湾・香港の作曲家、撮影監督、指導陣を招聘しているほか、ニコニコ動画の踊り手のみうめや中国で活動する作曲家の園田芳雄などの日本人も起用している。
しかし、2017年11月25日の三周年記念公演にて年内の劇場公演の停止を発表すると、同年12月24日には12月29日を以って運営を終了すると発表した。

## 略歴

### 2014年
- 4月、中国全土でメンバー募集を開始。33743名がオーディションに参加した。[9]
- 6月6日、一期生メンバーのうち代雨丹、姜京京、何杰玲を除く17名が発表される。[10]
- 11月3日、デビュー曲「歓衆時刻1931」を発表。
- 11月21日、蔡依林やS.H.EなどのMVを数多く手がける頼偉康監督による、1931初のMVとなる「歓衆時刻1931」を公開。[11]
- 11月27日、1931劇場での記者発表会にて正式デビューを発表。[12]

### 2015年
- 1月9日、Team Whiteのメンバーが出演する「我是那麼愛你」のMVを公開。
- 2月4日、Team Redのメンバーが出演する「歓楽同萌会」のMVを公開。[13]
- 4月10日、韓浄丹が健康上の理由により脱退。[14]
- 5月30日、二期生の募集を開始。[15]
- 6月、呉茜が学校で白シャツを着た写真がインターネット上で大きな話題となり、「白衬衣学妹」（白シャツ女子高生）と呼ばれるようになる。[16]
- 6月27日、中国中央電視台の番組「全球中文音楽榜上榜」に出演し「歓楽同萌会」を披露。中国中央電視台の番組に出演し曲を披露するのは初。 [17]
- 7月16日、何杰玲がTeam Redに正式加入。
- 8月24日、元飛輪海の汪東城と共演した「我@你」のMVが公開。[18]
- 11月3日、少女時代やSNH48のMVを撮影した洪源基監督による「Fire」のMVを公開。[19]
- 11月11日、范薇と李牧芸が出演する、初のメンバー出演映画となる「校花罵到2蜜桃時代」が公開される。[20]
- 11月27日、広州市天河区の専用劇場にて、第一季公演「謝謝你@我」のメディア向け公演を行う。[21]
- 12月18日、「加糖情歌」のMVを発表。
- 12月25日、専用劇場にて初めての正式公演「謝謝你@我」を行う。中国のアイドルグループが専用劇場で定期的なオリジナル公演を行うのは初めてである。[2]

### 2016年
- 2月2日、二期生メンバー総11名が公開される。
- 4月23日、第一季公演「謝謝你@我」の千秋楽公演にて、Team Whiteのキャプテン閻莉が卒業。2期生メンバーのうち劉羽潼、劉思繊、薛明洋青、徐梟柔、葉静の5名がTeam White、曹娜、向兪星、鄒燕矯、曽藝、林小夢、于佳の6名がTeam Redに正式加入。[22][23]
- 4月29日、第二季公演「蛻変之光」公演を開始。[24]
- 5月13日、動画ストリーミングサイトYY LIVE、PPTV、Bilibili及び百度貼吧（英語版）にて劇場公演の生放送を開始。[25]
- 6月6日、Team Whiteのメンバーが出演する「世上另外一個我」のMVを発表。
- 6月22日、Team Redのメンバーが出演する「你要好好的」のMVを発表。
- 7月20日、KADOKAWAグループの広州天聞角川動漫有限公司が、Wechatで人気の株式会社クオンのキャラクターエリスと1931をコラボレーションした、1931初の写真集となる「エリスの7つの夢」を発売。[26]
- 8月13日、第31回記念公演にて、第二季公演終了を以ってTeam Red及びTeam Whiteを解散し、Team One及びTeam Twoを編成することを発表。
- 9月23日、初の水着写真集「1931Thailand 夏祭 ——“歓楽時光”記念冊」を発売。[27]
- 9月26日、タイで撮影した初の水着MV「我看見」を発表[28]
- 10月7日、第二季公演「蛻変之光」の千秋楽公演にて、第三季公演を発表。[29]
- 10月17日、予備生の募集を開始[30]
- 10月29日、Team Oneによる第三季公演「華麗大冒険」を開始。[31]
- 10月30日、Team Twoによる第三季公演「謝謝你@我」を開始。[31]
- 11月2日、「我看見」と同じくタイで撮影した「歓楽衝撃波」のMVを発表[32]
- 11月27日、2周年記念公演にて王篠月が卒業。予備候補生10名が発表される。[33]
- 12月27日、初のフルアルバムとなる「華麗大冒険」及び「謝謝你@我」をオンライン音楽配信サイトにて公開。[34]
- 12月31日、CCTV-3の大晦日特別番組「飛龍醒獅耀中華」及び、広東衛視（英語版）、四川衛視（中国語版）の大晦日特別番組「跨年会」に出演。[35]

### 2017年
- 1月14日、Team Oneメンバー馬剣越が卒業。卒業後、日本に留学することを発表。
- 1月15日、Team Twoメンバー葉静が当日を以って卒業することを発表。[36]
- 1月20日、iQIYIの番組「奇葩大会」に出演した卒業メンバーの馬剣越が、インターネット上で大きな話題となり、1931にも注目が集まった。[37]
- 2月19日、予備生メンバー8名が正式に発表される。[38]
- 3月12日、同年3月18日から5月20日の間、劇場公演に出演したメンバーから、観客が投票で人気メンバーを選ぶ、「劇場MPM（Most Popular Member）選抜」制度が発表される。[39]
- 5月20日、劇場MPMに合計967票を獲得した何杰玲が選ばれる。また予備生だった李莉満、李子綺、衛倩妮、左帆がTeam Oneに、李沐陽、張彤、周淑妍がTeam Twoに正式に配属される。[40]
- 6月3日、Team Twoの第三季公演「謝謝你@我」が千秋楽を迎える。
- 7月1日、Team Oneの第三季公演「華麗大冒険」が千秋楽を迎える。黄藝林が卒業。[41]
- 7月8日、Team Twoの第四季公演「与你的季節」が開始。
- 7月29日、Team Oneの第四季公演「星火盛放」が開始。
- 8月4日、1931初のメンバーソロMVである何杰玲の「第二人格」が公開。[42]
- 8月21日、1931初のメンバー自作MVである「赤尾」が公開。
- 11月25日、三周年記念公演にて年内の劇場公演の停止を発表。
- 12月24日、同月29日付で活動を停止すると発表。[8]

## メンバー
結成当初からTeam RedとTeam Whiteに分かれて活動していたが、2016年10月29日の第三季公演からは一期生によるTeam Oneと、二期生に一期生の呉茜を加えたTeam Twoに分かれて活動している。

### メンバー構成の変遷
- 結成時メンバー(2014年6月)

Team RedとTeam Whiteそれぞれ9名ずつに分かれて活動を開始。全体で18名。
```
Team Red
:李牧芸(キャプテン)、范薇、姜京京、厳云笙、呉茜、馬剣越、王篠月、張揚、韓浄丹
```

```
Team White
:閻莉(キャプテン)、陳怡凡、宮冬雪、黄藝林、覃嬋嬋、魏雨欣、趙亜男、蘇鑫、楊璐
```

2014年、楊璐が脱退し、代雨丹が正式加入。
2015年4月10日、韓浄丹が脱退。
2015年7月16日、何杰玲が正式加入。
- 第一季初回公演時のメンバー(2015年12月25日)

怪我で離脱中の張揚に代わり二期生のうちダンス経験の長い劉羽潼が代役を務めるようになる。
```
Team Red
:李牧芸(キャプテン)、范薇、姜京京、厳云笙、呉茜、馬剣越、王篠月、張揚、何杰玲
```

```
Team White
:閻莉(キャプテン)、陳怡凡、宮冬雪、黄藝林、覃嬋嬋、魏雨欣、趙亜男、蘇鑫、代雨丹
```

2016年1月、張揚が脱退。
2016年4月23日、Team Whiteキャプテンの閻莉が卒業。
- 第二季初回公演時のメンバー(2016年4月29日)

2期生メンバーのうち劉羽潼、劉思繊、薛明洋青、徐梟柔、葉静の5名がTeam White、曹娜、向兪星、鄒燕矯、曽藝、林小夢、于佳の6名がTeam Redに正式加入。劉羽潼が閻莉に代わってTeam Whiteのキャプテンに就任。Team Red 14名、Team White 13名、全体で27名。
```
Team Red
:李牧芸(キャプテン)、范薇(副キャプテン)、何杰玲、姜京京、厳云笙、呉茜、馬剣越、王篠月、曹娜、向兪星、鄒燕矯、曽藝、林小夢、于佳
```

```
Team White
:劉羽潼(キャプテン)、劉思繊(副キャプテン)、陳怡凡、代雨丹、宮冬雪、黄藝林、覃嬋嬋、魏雨欣、趙亜男、蘇鑫、薛明洋青、徐梟柔、葉静
```

- 第三季初回公演時のメンバー(2016年10月29日)

Team Red及びTeam Whiteは解散、一期生によるTeam Oneと、二期生に一期生の呉茜を加えたTeam Twoに分かれ、怪我で長く離脱していた蘇鑫がメンバー表から外れた。Team One 14名、Team Two 12名の全体で26名。
```
Team One
:李牧芸(キャプテン)、代雨丹（副キャプテン）、范薇（副キャプテン）、陳怡凡、宮冬雪、何杰玲、黄藝林、姜京京、厳云笙、馬剣越、王篠月、覃嬋嬋、魏雨欣、趙亜男
```

```
Team Two
:劉羽潼(キャプテン)、劉思繊（副キャプテン）、呉茜、曹娜、向兪星、鄒燕矯、曽藝、林小夢、于佳、薛明洋青、徐梟柔、葉静
```

2016年11月27日 王篠月が卒業。
2017年1月14日　馬剣越が卒業。
2017年1月15日　葉静が卒業。
2017年5月20日　予備生だった李莉満、李子綺、衛倩妮、左帆がTeam Oneに、李沐陽、張彤、周淑妍がTeam Twoに正式に配属される。
2017年6月6日　蘇鑫の卒業が正式に発表される。
2017年7月1日　「華麗大冒険」千秋楽公演にて黄藝林が卒業。
- 第四季初回公演時のメンバー(2017年7月8日)

代雨丹に替わり厳云笙がTeam Oneの副キャプテンに就任。Team One 15名、Team Two 14名の全体で29名。
```
Team One
:李牧芸(キャプテン)、范薇（副キャプテン）、厳云笙（副キャプテン）、代雨丹、陳怡凡、宮冬雪、何杰玲、姜京京、覃嬋嬋、魏雨欣、趙亜男、李莉満、李子綺、衛倩妮、左帆
```

```
Team Two
:劉羽潼(キャプテン)、劉思繊（副キャプテン）、呉茜、曹娜、向兪星、鄒燕矯、曽藝、林小夢、于佳、薛明洋青、徐梟柔、李沐陽、尹馨彤、周淑妍
```

2017年10月16日　趙亜男が卒業。

### Team One
| 名前   | 簡体字表記 | ピンイン表記   | カタカナ表記       | 愛称 | 愛称カタカナ表記 | 生年月日               | 加入期 | 備考                        |
| ------ | ---------- | -------------- | ------------------ | ---- | ---------------- | ---------------------- | ------ | --------------------------- |
| 李牧芸 | 李牧芸     | Li Muyun       | リー・ムーユィン   | 鐺鐺 | タンタン         | 1995年3月15日（30歳）  | 1期    | キャプテン 李玲より改名     |
| 范薇   | 范薇       | Fan Wei        | ファン・ウエイ     | 小巴 | シャオパー       | 1995年8月13日（29歳）  | 1期    |                             |
| 陳怡凡 | 陈怡凡     | Chen Yifan     | チェン・イーファン | 兜兜 | トウトウ         | 1998年6月16日（27歳）  | 1期    |                             |
| 代雨丹 | 代雨丹     | Dai Yudan      | タイ・ユィータン   | 小雨 | シャオユィ       | 1995年4月9日（30歳）   | 1期    |                             |
| 宮冬雪 | 宫冬雪     | Gong Dongxue   | コン・トンシュエ   | 太陽 | タイヤン         | 1993年12月7日（31歳）  | 1期    |                             |
| 姜京京 | 姜京京     | Jiang Jingjing | ジアン・ジンジン   | 京京 | ジンジン         | 1991年11月11日（33歳） | 1期    |                             |
| 覃嬋嬋 | 覃婵婵     | Qin Chanchan   | チン・チャンチャン | 夏天 | シアティエン     | 1992年12月23日（32歳） | 1期    |                             |
| 魏雨欣 | 魏雨欣     | Wei Yuxin      | ウエイ・ユィーシン | 球球 | チウチウ         | 1998年11月22日（26歳） | 1期    |                             |
| 厳云笙 | 严云笙     | Yan Yunsheng   | イエン・ユンション | 葉子 | イエズ           | 1996年3月28日（29歳）  | 1期    | 厳文竹より改名 副キャプテン |
| 何杰玲 | 何杰玲     | He Jieling     | ホー・ジエリン     | 泡泡 | パオパオ         | 1996年1月1日（29歳）   | 1期    | 2015年7月16日正式加入       |
| 李莉満 | 李莉满     | Li Liman       | リー・リーマン     | yuki | ユキ             | 11月1日                | 3期    | 2017年5月20日正式加入       |
| 李子綺 | 李子绮     | Li Ziqi        | リー・ズーチー     | 妞妞 | ニウニウ         | 12月25日               | 3期    | 2017年5月20日正式加入       |
| 衛倩妮 | 卫倩妮     | Wei Qianni     | ウェイ・チエンニー | 妮妮 | ニニ             | 7月28日                | 3期    | 2017年5月20日正式加入       |
| 左帆   | 左帆       | Zuo Fan        | ズオ・ファン       | 帆仔 | ファンチャイ     | 12月6日                | 3期    | 2017年5月20日正式加入       |

### Team Two
| 名前     | 簡体字表記 | ピンイン表記     | カタカナ表記         | 愛称 | 愛称カタカナ表記 | 生年月日               | 加入期 | 備考                               |
| -------- | ---------- | ---------------- | -------------------- | ---- | ---------------- | ---------------------- | ------ | ---------------------------------- |
| 劉羽潼   | 刘羽潼     | Liu Yutong       | リオウ・ユィトン     | 羽潼 | ユィトン         | 1992年10月4日（32歳）  | 2期    | キャプテン                         |
| 劉思繊   | 刘思纤     | Liu Siqian       | リオウ・スーチエン   | 四千 | スーチエン       | 1994年9月15日（30歳）  | 2期    | 副キャプテン                       |
| 呉茜     | 吴茜       | Wu Qian          | ウー・チエン         | 茜茜 | チエンチエン     | 1997年8月14日（27歳）  | 1期    |                                    |
| 曹娜     | 曹娜       | Cao Na           | ツァオ・ナー         | 辣辣 | ラーラー         | 1994年7月20日（30歳）  | 2期    |                                    |
| 向兪星   | 向俞星     | Xiang Yuxing     | シアン・ユィシン     | 星星 | シンシン         | 2001年6月5日（24歳）   | 2期    |                                    |
| 鄒燕矯   | 邹燕矫     | Zou Yanjiao      | ゾウ・イエンジアオ   | 大王 | ダーワン         | 1998年9月24日（26歳）  | 2期    |                                    |
| 曽藝     | 曾艺       | Zeng Yi          | ツェン・イー         | 凍凍 | トントン         | 1997年9月14日（27歳）  | 2期    |                                    |
| 薛明洋青 | 薛明洋青   | Xueming Yangqing | シュエミン・ヤンチン | 小明 | シャオミン       | 1997年8月8日（27歳）   | 2期    |                                    |
| 徐梟柔   | 徐枭柔     | Xu Xiaorou       | シュー・シアオロウ   | 小油 | シャオヨウ       | 1997年11月13日（27歳） | 2期    |                                    |
| 林小夢   | 林小梦     | Lin Xiaomeng     | リン・シアオモン     | 小悶 | シャオメン       | 1993年1月28日（32歳）  | 2期    |                                    |
| 于子涵   | 于子涵     | Yu Zihan         | ユィ・ズハン         | 院長 | ユエンチャン     | 1994年3月1日（31歳）   | 2期    | 于佳より改名                       |
| 李沐陽   | 李沐阳     | Li Muyang        | リー・ムーヤン       | 露露 | ルル             | 3月8日                 | 3期    | 2017年5月20日正式加入              |
| 尹馨彤   | 尹馨彤     | Yin Xintong      | イン・シントン       | 彤彤 | トントン         | 9月18日                | 3期    | 2017年5月20日正式加入 張彤より改名 |
| 周淑妍   | 周淑妍     | Zhou Shuyan      | ジヨウ・シューイエン | 包子 | バオズ           | 3月22日                | 3期    | 2017年5月20日正式加入              |

### 卒業・脱退メンバー
| 名前   | 簡体字表記 | ピンイン表記 | カタカナ表記     | 愛称   | 愛称カタカナ表記 | 生年月日               | 加入期 | 卒業・脱退日   | 備考                    |
| ------ | ---------- | ------------ | ---------------- | ------ | ---------------- | ---------------------- | ------ | -------------- | ----------------------- |
| 趙亜男 | 赵亚男     | Zhao Yanan   | ジャオ・ヤーナン | 猫仔   | マオジャイ       | 1992年2月8日（33歳）   | 1期    | 2017年10月16日 | 元Team White 元Team One |
| 黄藝林 | 黄艺林     | Huang Yilin  | ホアン・イーリン | 菟籽琳 | トゥーズリン     | 1992年3月27日（33歳）  | 1期    | 2017年7月1日   | 元Team White 元Team One |
| 蘇鑫   | 苏鑫       | Su Xin       | スー・シン       | 素素   | スースー         | 1996年7月30日（28歳）  | 1期    | 2017年6月6日   | 元Team White            |
| 楊雅恩 | 杨雅恩     | Yang Yaen    | ヤン・ヤーエン   | 小刀   | シャオタオ       | 12月5日                | 3期    | 2017年3月2日   | 元予備生                |
| 葉静   | 叶静       | Ye Jing      | イエ・ジン       | 淼淼   | ミャオミャオ     | 1998年8月26日（26歳）  | 2期    | 2017年1月15日  | 元Team Red 元Team Two   |
| 馬剣越 | 马剑越     | Ma Jianyue   | マー・ジエンユエ | 越萧   | ユエシャオ       | 1996年1月25日（29歳）  | 1期    | 2017年1月14日  | 元Team Red 元Team One   |
| 王篠月 | 王筱月     | Wang Xiaoyue | ワン・シアオユエ | 早喵   | ザオミャオ       | 1993年9月6日（31歳）   | 1期    | 2016年11月27日 | 元Team Red 元Team One   |
| 閻莉   | 阎莉       | Yan Li       | イエン・リー     | 女王   | ニュワン         | 1990年6月3日（35歳）   | 1期    | 2016年4月23日  | 元Team Whiteキャプテン  |
| 張揚   | 张扬       | Zhang Yang   | ヂャン・ヤン     | 暖暖   | ヌアンヌアン     | 1991年3月12日（34歳）  | 1期    | 2016年         | 元Team Red              |
| 韓浄丹 | 韩净丹     | Han Jingdan  | ハン・ジンタン   | 茉然   | モーラン         | 1994年5月25日（31歳）  | 1期    | 2015年4月10日  | 元Team Red              |
| 楊璐   | 杨璐       | Yang Lu      | ヤン・ルー       | 棉羊   | ミエンヤン       | 1994年12月16日（30歳） | 1期    | 2014年         | 元Team White            |

## 劇場MPM

### 第一回
2017年3月12日、同年3月18日から5月20日の間、劇場公演に出演したメンバーから、観客が投票で人気メンバーを選ぶ、「劇場MPM（Most Popular Member）選抜」制度が発表された。
投票は2ヶ月余りの期間、19回の劇場公演に及び、合計で4500票余が投じられ、26人のメンバーが投票対象になった。
5月20日、合計で967票を獲得し1位に選ばれた何杰玲は個人訓練資金の提供及びソロ曲の発表が決定したほか、劇場にて記念生写真の発売及び個人握手会が行われる。2位の呉茜および3位の陳怡凡にも個人訓練資金が提供される。また、何杰玲の応援会には「1931最閃耀応援会」の称号が贈られた。
| 順位 | 氏名   | 所属     | 得票数 | 出演回数 |
| 1位  | 何杰玲 | Team One | 967票  | 10回     |
| 2位  | 呉茜   | Team Two | 911票  | 9回      |
| 3位  | 陳怡凡 | Team One | 421票  | 6回      |
| 4位  | 曹娜   | Team Two | 255票  | 10回     |
| 5位  | 劉思繊 | Team Two | 251票  | 7回      |
| 6位  | 范薇   | Team One | 248票  | 3回      |
| 7位  | 覃嬋嬋 | Team One | 216票  | 10回     |
| 8位  | 徐梟柔 | Team Two | 161票  | 10回     |
| 9位  | 代雨丹 | Team One | 125票  | 10回     |

## 劇場公演

### Team White
1. 「謝謝你@我」公演：2015年12月26日-2016年4月23日
2. 「蛻変之光」公演：2016年4月29日-10月6日

### Team Red
1. 「謝謝你@我」公演：2015年12月25日-2016年4月22日
2. 「蛻変之光」公演：2016年4月30日-10月7日

### Team One
1. 「華麗大冒険」公演：2016年10月29日-2017年7月1日
2. 「星火盛放」公演：2017年7月29日-2017年11月11日

### Team Two
1. 「謝謝你@我」公演：2016年10月30日-2017年5月28日(計23公演)
2. 「与你的季節」公演：2017年7月8日-2017年11月18日

## 音楽作品

### シングル
| リリース       | タイトル           | 作曲者                | 作詞者          | 備考                               |
| -------------- | ------------------ | --------------------- | --------------- | ---------------------------------- |
| 2015年01月05日 | 歓楽同萌会         | 耳撃几                | 鄭中庸          |                                    |
| 2015年01月08日 | 我是那麼愛你       | 劉大江                | 小天            |                                    |
| 2015年07月23日 | 我@你              | 陳耀川                | 陳耀川/鄭中庸   | 制作人:陳耀川                      |
| 2015年11月03日 | Fire               | 劉大江                | 鄭中庸          | 編曲:厳俊 制作人:劉大江            |
| 2015年12月09日 | 加糖情歌           | 游子芸                | 游子芸          | 編曲:呂紹淳 制作人:游子芸          |
| 2015年12月31日 | 別驚動愛情         | 游子芸                | Mido Cheng      | 編曲:Josh Igloo Monroy/游子芸      |
| 2016年02月02日 | 愛                 | 陳大力                | 陳大力、李子恒  | 編曲:鄭偉 制作人:鄭偉、黄俊        |
| 2016年03月14日 | 花与蝴蝶           | 喜児                  | 商歩芸          |                                    |
| 2016年04月01日 | 世上另外一个我     | 劉瀚聡                | 唐恬            |                                    |
| 2016年04月08日 | 你要好好的         | 劉瀚聡                | 唐恬            | 編曲:甘虎 制作人:劉瀚聡            |
| 2016年04月08日 | 叛逆号碼牌         | 劉大江                | 鄭中庸          | 編曲:劉大江 制作人:劉大江          |
| 2016年04月08日 | 危険能量           | 游子芸                | 游子芸          | 編曲:潘信維 制作人:游子芸          |
| 2016年04月08日 | 舞姫               | 游子芸                | 鄭中庸、游子芸  | 編曲:林欣彦 制作人:游子芸          |
| 2016年04月18日 | 夢想天空           | 林盈華                | 林盈華          | 編曲:呉健成+神崎森 制作人:神崎森   |
| 2016年04月21日 | 你要好好的(公益版) | 劉瀚聡                | 唐恬/何柏誠     | 編曲:何柏誠                        |
| 2016年04月25日 | 天空很蔚藍         | 羅亜聖                | 羅亜聖          | 編曲:王淳 制作人:祁岩峰            |
| 2016年04月29日 | 蛻変之光           | 園田芳雄              | 謝思翃          | 編曲:園田芳雄 制作人:傅超華        |
| 2016年05月03日 | 愛在銀河裏         | 園田芳雄              | 謝思翃          | 編曲:園田芳雄 制作人:傅超華        |
| 2016年05月09日 | 如果你聴到         | 劉瀚聡                | 陳琳            | 編曲:甘虎 制作人:劉瀚聡            |
| 2016年05月16日 | 時光之門           | 羅亜聖                | 羅亜聖          | 編曲:祁岩峰 制作人:祁岩峰          |
| 2016年05月20日 | Honey Love         | 劉瀚聡                | 陳琳            | 編曲:甘虎 制作人:劉瀚聡            |
| 2016年05月23日 | Sexy Boy           | 王淳                  | 王淳            | 制作人:祁岩峰                      |
| 2016年05月30日 | 我已悄悄喜歓你     | 劉瀚聡                | 陳琳            | 編曲:劉瀚聡 制作人:劉瀚聡          |
| 2016年06月08日 | 相遇               | 黄邁可/張寥           | 張寥            | 編曲:曾兪璇 制作人:黄邁可          |
| 2016年06月13日 | 想要改変我         | 園田芳雄              | 謝思翃          | 編曲:園田芳雄 制作人:傅超華        |
| 2016年06月20日 | 牽起我的手         | 韓金希                | 尉遲曉桐/石天天 | 編曲:韓金希 制作人:祁岩峰          |
| 2016年06月27日 | 紙飛機             | 何柏誠                | 何柏誠          | 編曲:何柏誠 制作人:祁岩峰          |
| 2016年07月04日 | 好想聴你説         | 劉瀚聡                | 陳琳            | 編曲:甘虎 制作人:劉瀚聡            |
| 2016年09月12日 | 我看見             | 郭亮                  | 韓冰            | 編曲:郭亮 制作人:小田其正          |
| 2016年11月02日 | 歓楽衝撃波         | 黄雨田                | 黄雨田          | 編曲:趙宇                          |
| 2016年12月12日 | 加糖情歌Remix      | 游子芸                | 游子芸          | 編曲:園田芳雄/傅超華 制作人:傅超華 |
| 2017年03月14日 | 夢想広州           | 林盈華                | 黄毅成          | 編曲:呉健成+神崎森 制作人:神崎森   |
| 2017年04月10日 | 並肩閃耀           | 黄雨勛                | 曾歆沂          | 編曲:黄雨勛 制作人:黄雨勛          |
| 2017年05月19日 | 好喜歓你           | 張傑                  | 張傑            | 編曲:劉穎嶸 制作人:張傑            |
| 2017年08月03日 | 第二人格           | 蝌蚪                  | 陳媛            | 何杰玲ソロ曲                       |
| 2017年08月25日 | 赤尾               | 劉大江                | 徐梟柔          | 徐梟柔、鄒燕矯製作                 |
| 2017年09月19日 | Feeling Good       | Kworld / D-day / Tune | Kworld / D-day  | 劉羽潼、呉茜、曹娜、于子涵、林小夢 |

### EP・アルバム
| リリース       | タイトル        | 備考         |
| -------------- | --------------- | ------------ |
| 2015年06月18日 | 歓衆時刻1931    | EP           |
| 2016年12月27日 | 華麗大冒険      | フルアルバム |
| 2016年12月27日 | 謝謝你@我       | フルアルバム |
| 2017年7月8日   | 与你的季節      | フルアルバム |
| 2017年7月31日  | 星火盛放 搶先版 | EP           |

### ミュージック・ビデオ
| 年   | タイトル       | 監督   | 備考                                                                    |
| ---- | -------------- | ------ | ----------------------------------------------------------------------- |
| 2014 | 歓衆時刻1931   | 頼偉康 |                                                                         |
| 2015 | 我是那麼愛你   | 頼偉康 | Team White 出演                                                         |
| 2015 | 歓楽同萌会     | 陳映之 | Team Red 出演                                                           |
| 2015 | 我@你          | 洪源基 | 黄藝林、馬剣越、王篠月、魏雨欣、厳云笙、呉茜、蘇鑫、陳怡凡、宮冬雪 出演 |
| 2015 | Fire           | 洪源基 | 閻莉、李牧芸、覃嬋嬋、陳怡凡、王篠月、呉茜、黄藝林、蘇鑫、范薇 出演     |
| 2015 | 夢想不会孤単   |        |                                                                         |
| 2015 | 加糖情歌       | 徐仁峰 |                                                                         |
| 2016 | 世上另外一个我 | 王志伯 | Team White 出演                                                         |
| 2016 | 你要好好的     | 王志伯 | Team Red 出演                                                           |
| 2016 | 最初的夢想     |        | 何杰玲、覃嬋嬋、劉羽潼、劉思繊 出演                                     |
| 2016 | 我看見         | 王志伯 |                                                                         |
| 2016 | 歓楽衝撃波     | 王志伯 |                                                                         |
| 2017 | 夢想広州       |        | 范薇、宮冬雪、何杰玲、覃嬋嬋、劉羽潼、劉思繊、厳云笙、趙亜男 出演       |
| 2017 | 並肩閃耀       |        |                                                                         |
| 2017 | 第二人格       | 董思洋 | 何杰玲ソロMV                                                            |
| 2017 | Feeling Good   | 董思洋 | 劉羽潼、呉茜、曹娜、于子涵、林小夢 出演                                 |

## 出演

### 映画
| 公開日         | タイトル          | 出演者                                   | 備考 |
| -------------- | ----------------- | ---------------------------------------- | ---- |
| 2015年11月11日 | 校花罵到2蜜桃時代 | 范薇（主演）李牧芸（主演）               |      |
| 2016年9月20日  | 捕快：血之刃      | 李牧芸（主演）                           |      |
| 2016年11月4日  | 笑林足球          | 范薇（助演）                             |      |
| 2016年11月26日 | 電競高校2         | 范薇（主演）                             |      |
| 2017年3月3日   | 愛情対賭          | 范薇（主演）李牧芸（主演）劉羽潼（助演） |      |
| 2017年4月24日  | 葫芦奇譚          | 李牧芸（主演）                           |      |
| 2017年6月17日  | 猟獣少女隊        | 范薇（主演）陳怡凡（主演）向兪星（主演） |      |
| 2017年10月4日  | 光影之戦          | 范薇（主演）陳怡凡（主演）向兪星（主演） |      |

## 書籍

### 写真集
- 「エリスの7つの夢」(2016年7月、広州天聞角川動漫有限公司)
- 「1931Thailand 夏祭 ——“歓楽時光”記念冊」(2016年9月、歓聚傳媒)

### 雑誌
- 桌遊志（雷諾傳媒）[44]
  - 2015年12月 60号：王篠月
  - 2016年7月 67号：范薇、黄藝林、馬剣越、王篠月、魏雨欣、厳云笙
  - 2016年12月 72号：李牧芸、劉羽潼、姜京京、覃嬋嬋、向兪星、劉思繊
- yoho!潮流志（青春雑志社）
  - 2016年3月号：范薇、李牧芸、姜京京、呉茜、代雨丹、蘇鑫
- ＠star1
  - 2015年8月号：黄藝林、馬剣越、王篠月、魏雨欣、厳云笙、呉茜、蘇鑫、陳怡凡、宮冬雪[45]
- 可楽生活（羊城晚報）
  - 2015年 608号：黄藝林、馬剣越、王篠月、魏雨欣、厳云笙、呉茜、蘇鑫、陳怡凡、宮冬雪、姜京京
  - 2015年 609号：黄藝林、馬剣越、王篠月、陳怡凡、宮冬雪、呉茜
- 1626（経済日報社）
  - 2015年 2月 242号：李牧芸、王篠月、范薇、姜京京、厳云笙、呉茜、馬剣越、張揚